# Giro d'Italia Giovani Under 23 2022
Il Giro d'Italia Giovani Under 23 2022, quarantacinquesima edizione della corsa, valido come evento dell'UCI Europe Tour 2022 categoria 2.2U, si è svolto in sette tappe dall'11 al 18 giugno 2022, su un percorso di 987,9 km con partenza da Gradara e arrivo a Pinerolo in Italia. La vittoria fu appannaggio del britannico Leo Hayter, il quale completò il percorso in 24h21'52", precedendo il belga Lennert Van Eetvelt ed il francese Lenny Martinez.

## Tappe
| Tappa  | Data      | Percorso                          | km    | Vincitore di tappa  | Leader cl. generale |
| ------ | --------- | --------------------------------- | ----- | ------------------- | ------------------- |
| 1ª     | 11 giugno | Gradara > Argenta                 | 164,9 | Alberto Bruttomesso | Alberto Bruttomesso |
| 2ª     | 12 giugno | Rossano Veneto > Pinzolo          | 166,5 | Leo Hayter          | Leo Hayter          |
| 3ª     | 13 giugno | Pinzolo > Santa Caterina Valfurva | 177,1 | Leo Hayter          | Leo Hayter          |
| 4ª     | 14 giugno | Chiuro > Chiavenna                | 101,1 | Riley Pickrell      | Leo Hayter          |
|        | 15 giugno | giorno di riposo                  |       |                     |                     |
| 5ª     | 16 giugno | Busca > Peveragno                 | 146,6 | Gil Gelders         | Leo Hayter          |
| 6ª     | 17 giugno | Boves > Colle Fauniera            | 110,7 | Lennert Van Eetvelt | Leo Hayter          |
| 7ª     | 18 giugno | Cuneo > Pinerolo                  | 121   | Romain Grégoire     | Leo Hayter          |
| Totale | Totale    | Totale                            | 987,9 |                     |                     |

## Squadre e corridori partecipanti
Parteciperanno 176 ciclisti di 35 squadre.
| N.      | Cod. | Squadra                            |
| ------- | ---- | ---------------------------------- |
| 1-5     | CPK  | Team Colpack Ballan                |
| 11-15   | UDT  | Uno-X DARE Development Team        |
| 21-25   | DDS  | Development Team DSM               |
| 31-35   | TUD  | Tudor Pro Cycling Team             |
| 41-45   | CAR  | Carnovali-Rime                     |
| 51-55   | ---  | Eolo-Kometa U23                    |
| 61-65   | ZEF  | Zalf Euromobil Fior                |
| 71-75   | ---  | Laboral Kutxa-Fundación Euskadi    |
| 81-85   | GAL  | Gallina Ecotek Lucchini Colosio    |
| 91-95   | ---  | Lotto Soudal U23                   |
| 101-105 | T4Q  | Team Qhubeka                       |
| 111-115 | CGF  | Équipe Contin. Groupama-FDJ        |
| 121-125 | GEF  | General Store-Essegibi-F.lli Curia |
| 131-135 | CTF  | Cycling Team Friuli                |
| 141-145 | BTC  | Beltrami TSA-Tre Colli             |
| 151-155 | ---  | Mastromarco Sensi Nibali           |
| 161-165 | HBA  | Hagens Berman Axeon                |
| 171-175 | ---  | Casillo-Petroli Firenze-Hopplà     |

| N.      | Cod. | Squadra                          |
| ------- | ---- | -------------------------------- |
| 181-185 | CTA  | Colombia Tierra de Atletas GW    |
| 191-195 | ---  | Ciclistica Rostese               |
| 201-205 | ---  | U.C. Trevigiani Energiapura      |
| 211-215 | BIE  | Biesse-Carrera                   |
| 221-225 | ---  | #inEmiliaRomagna Cycling Team    |
| 231-235 | HZT  | Holdsworth Zappi Team            |
| 241-245 | IWM  | Work Service-Vitalcare-Dynatek   |
| 251-255 | BCF  | Bardiani-CSF-Faizanè             |
| 261-265 | ---  | GS Sissio Team                   |
| 271-275 | AQD  | Astana Qazaqstan Devel. Team     |
| 281-285 | LKH  | Team Lotto-Kern Haus             |
| 291-295 | ISA  | Israel Cycling Academy           |
| 301-305 | TIR  | Tirol KTM Cycling Team           |
| 311-315 | WBD  | Bingoal Pauwels Sauces WB DT     |
| 321-325 | EHS  | Team Elevate p/b Home S. Soenens |
| 331-335 | ---  | Wielerploeg Groot Amsterdam      |
| 341-346 | ---  | Rappresentativa Interregionale   |

## Dettagli delle tappe

### 1ª tappa
- 11 giugno: Gradara > Argenta – 164,9 km

Risultati
| Pos. | Corridore           | Squadra | Tempo    |
| ---- | ------------------- | ------- | -------- |
| 1    | Alberto Bruttomesso | Zalf    | 3h47'38" |
| 2    | Casper van Uden     | DT DSM  | s.t.     |
| 3    | Kasper Andersen     | Hagens  | s.t.     |

| Pos. | Corridore           | Squadra | Tempo    |
| ---- | ------------------- | ------- | -------- |
| 1    | Alberto Bruttomesso | Zalf    | 3h47'28" |
| 2    | Casper van Uden     | DT DSM  | a 4"     |
| 3    | Kasper Andersen     | Hagens  | a 6"     |

### 2ª tappa
- 12 giugno: Rossano Veneto > Pinzolo – 166,5 km

Risultati
| Pos. | Corridore         | Squadra | Tempo    |
| ---- | ----------------- | ------- | -------- |
| 1    | Leo Hayter        | Hagens  | 3h58'09" |
| 2    | Francesco Busatto | General | a 39"    |
| 3    | Mattia Petrucci   | Colpack | s.t.     |

| Pos. | Corridore         | Squadra | Tempo    |
| ---- | ----------------- | ------- | -------- |
| 1    | Leo Hayter        | Hagens  | 7h45'37" |
| 2    | Francesco Busatto | General | a 43"    |
| 3    | Mattia Petrucci   | Colpack | a 45"    |

### 3ª tappa
- 13 giugno: Pinzolo > Santa Caterina Valfurva – 177,1 km

Risultati
| Pos. | Corridore           | Squadra   | Tempo    |
| ---- | ------------------- | --------- | -------- |
| 1    | Leo Hayter          | Hagens    | 5h10'49" |
| 2    | Romain Grégoire     | Groupama  | a 4'55"  |
| 3    | Lennert Van Eetvelt | Lotto U23 | a 5'01"  |

| Pos. | Corridore           | Squadra   | Tempo     |
| ---- | ------------------- | --------- | --------- |
| 1    | Leo Hayter          | Hagens    | 12h56'16" |
| 2    | Romain Grégoire     | Groupama  | a 5'48"   |
| 3    | Lennert Van Eetvelt | Lotto U23 | a 5'56"   |

### 4ª tappa
- 14 giugno: Chiuro > Chiavenna – 101,1 km

Risultati
| Pos. | Corridore       | Squadra  | Tempo    |
| ---- | --------------- | -------- | -------- |
| 1    | Riley Pickrell  | Israel   | 2h14'39" |
| 2    | Anders Foldager | Biesse   | s.t.     |
| 3    | Romain Grégoire | Groupama | s.t.     |

| Pos. | Corridore           | Squadra   | Tempo     |
| ---- | ------------------- | --------- | --------- |
| 1    | Leo Hayter          | Hagens    | 15h10'55" |
| 2    | Romain Grégoire     | Groupama  | a 5'44"   |
| 3    | Lennert Van Eetvelt | Lotto U23 | a 5'56"   |

### 5ª tappa
- 16 giugno: Busca > Peveragno – 146,6 km

Risultati
| Pos. | Corridore    | Squadra    | Tempo    |
| ---- | ------------ | ---------- | -------- |
| 1    | Gil Gelders  | Bingoal DT | 3h25'24" |
| 2    | Sergio Meris | Colpack    | s.t.     |
| 3    | Simon Dalby  | Uno-X DT   | s.t.     |

| Pos. | Corridore           | Squadra   | Tempo     |
| ---- | ------------------- | --------- | --------- |
| 1    | Leo Hayter          | Hagens    | 18h36'48" |
| 2    | Romain Grégoire     | Groupama  | a 5'44"   |
| 3    | Lennert Van Eetvelt | Lotto U23 | a 5'56"   |

### 6ª tappa
- 17 giugno: Boves > Colle Fauniera – 110,7 km

Risultati
| Pos. | Corridore             | Squadra   | Tempo    |
| ---- | --------------------- | --------- | -------- |
| 1    | Lennert Van Eetvelt   | Lotto U23 | 3h05'24" |
| 2    | Lenny Martinez        | Groupama  | a 1'16"  |
| 3    | William Junior Lecerf | Lotto U23 | a 2'45"  |

| Pos. | Corridore           | Squadra   | Tempo     |
| ---- | ------------------- | --------- | --------- |
| 1    | Leo Hayter          | Hagens    | 18h36'48" |
| 2    | Lennert Van Eetvelt | Lotto U23 | a 2'55"   |
| 3    | Lenny Martinez      | Groupama  | a 5'30"   |

### 7ª tappa
- 18 giugno: Cuneo > Pinerolo – 121 km

Risultati
| Pos. | Corridore         | Squadra  | Tempo    |
| ---- | ----------------- | -------- | -------- |
| 1    | Romain Grégoire   | Groupama | 2h35'46" |
| 2    | Samuel Watson     | Groupama | a 3"     |
| 3    | Francesco Busatto | General  | s.t.     |

| Pos. | Corridore           | Squadra   | Tempo     |
| ---- | ------------------- | --------- | --------- |
| 1    | Leo Hayter          | Hagens    | 24h21'52" |
| 2    | Lennert Van Eetvelt | Lotto U23 | a 2'12"   |
| 3    | Lenny Martinez      | Groupama  | a 4'55"   |

## Evoluzione delle classifiche[4]
| Tappa              | Vincitore           | Classifica generale Maglia rosa | Classifica a punti Maglia rossa | Classifica scalatori Maglia blu | Classifica giovani Maglia bianca | Classifica combinata Maglia multicolore | Classifica italiani Maglia rosa nera | Classifica a squadre   |
| ------------------ | ------------------- | ------------------------------- | ------------------------------- | ------------------------------- | -------------------------------- | --------------------------------------- | ------------------------------------ | ---------------------- |
| 1ª                 | Alberto Bruttomesso | Alberto Bruttomesso             | Alberto Bruttomesso             | Valter Ghigino                  | Alberto Bruttomesso              | Alberto Bruttomesso                     | Alberto Bruttomesso                  | Tudor Pro Cycling Team |
| 2ª                 | Leo Hayter          | Leo Hayter                      | Leo Hayter                      | Petr Kelemen                    | Unai Zubeldia                    | Alberto Bruttomesso                     | Francesco Busatto                    | Hagens Berman Axeon    |
| 3ª                 | Leo Hayter          | Leo Hayter                      | Leo Hayter                      | Lenny Martinez                  | Romain Grégoire                  | Leo Hayter                              | Davide Piganzoli                     | EC Groupama-FDJ        |
| 4ª                 | Riley Pickrell      | Leo Hayter                      | Leo Hayter                      | Davide De Pretto                | Romain Grégoire                  | Leo Hayter                              | Davide Piganzoli                     | EC Groupama-FDJ        |
| 5ª                 | Gil Gelders         | Leo Hayter                      | Leo Hayter                      | Lenny Martinez                  | Romain Grégoire                  | Leo Hayter                              | Davide Piganzoli                     | EC Groupama-FDJ        |
| 6ª                 | Lennert Van Eetvelt | Leo Hayter                      | Leo Hayter                      | Lenny Martinez                  | Lenny Martinez                   | Leo Hayter                              | Davide Piganzoli                     | EC Groupama-FDJ        |
| 7ª                 | Romain Grégoire     | Leo Hayter                      | Romain Grégoire                 | Lenny Martinez                  | Lenny Martinez                   | Leo Hayter                              | Davide Piganzoli                     | EC Groupama-FDJ        |
| Classifiche finali | Classifiche finali  | Leo Hayter                      | Romain Grégoire                 | Lenny Martinez                  | Lenny Martinez                   | Leo Hayter                              | Davide Piganzoli                     | EC Groupama-FDJ        |

Maglie indossate da altri ciclisti in caso di due o più maglie vinte
- Nella 2ª tappa Casper van Uden ha indossato la maglia rossa al posto di Alberto Bruttomesso, Iker Bonillo ha indossato quella bianca al posto di Alberto Bruttomesso, Kasper Andersen ha indossato quella multicolore al posto di Alberto Bruttomesso e Gidas Umbri ha indossato quella rosa nera al posto di Alberto Bruttomesso.
- Nella 3ª tappa Casper van Uden ha indossato la maglia rossa al posto di Leo Hayter.
- Nella 4ª tappa Alberto Bruttomesso ha indossato la maglia rossa al posto di Leo Hayter e Sean Flynn ha indossato quella multicolore al posto di Leo Hayter.
- Nella 5ª tappa Alberto Bruttomesso ha indossato la maglia multicolore al posto di Leo Hayter.
- Dalla 5ª alla 7ª tappa Riley Pickrell ha indossato la maglia rossa al posto di Leo Hayter.
- Nella 6ª tappa Lennert Van Eetvelt ha indossato la maglia multicolore al posto di Leo Hayter.
- Nella 7ª tappa Romain Grégoire ha indossato la maglia bianca al posto di Lenny Martinez e Reuben Thompson ha indossato quella multicolore al posto di Leo Hayter.

## Classifiche finali

### Classifica generale - Maglia rosa
| Pos. | Corridore             | Squadra   | Tempo     |
| ---- | --------------------- | --------- | --------- |
| 1    | Leo Hayter            | Hagens    | 24h21'52" |
| 2    | Lennert Van Eetvelt   | Lotto U23 | a 2'12"   |
| 3    | Lenny Martinez        | Groupama  | a 4'55"   |
| 4    | William Junior Lecerf | Lotto U23 | a 6'21"   |
| 5    | Reuben Thompson       | Groupama  | a 7'06"   |
| 6    | Felix Engelhardt      | Tirol     | a 7'27"   |
| 7    | Hannes Wilksch        | DT DSM    | s.t.      |
| 8    | Fernando Tercero      | Eolo U23  | a 7'59"   |
| 9    | Oscar Onley           | DT DSM    | a 9'04"   |
| 10   | Davide Piganzoli      | Eolo U23  | a 10'03"  |

### Classifica a punti - Maglia rossa
| Pos. | Corridore           | Squadra   | Punti |
| ---- | ------------------- | --------- | ----- |
| 1    | Romain Grégoire     | Groupama  | 93    |
| 2    | Leo Hayter          | Hagens    | 84    |
| 3    | Francesco Busatto   | General   | 80    |
| 4    | Lennert Van Eetvelt | Lotto U23 | 71    |
| 5    | Samuel Watson       | Groupama  | 63    |

### Classifica scalatori - Maglia blu
| Pos. | Corridore           | Squadra   | Punti |
| ---- | ------------------- | --------- | ----- |
| 1    | Lenny Martinez      | Groupama  | 61    |
| 2    | Leo Hayter          | Hagens    | 46    |
| 3    | Lorenzo Milesi      | DT DSM    | 46    |
| 4    | Lennert Van Eetvelt | Lotto U23 | 45    |
| 5    | Romain Grégoire     | Groupama  | 34    |

### Classifica giovani - Maglia bianca
| Pos. | Corridore       | Squadra    | Tempo     |
| ---- | --------------- | ---------- | --------- |
| 1    | Lenny Martinez  | Groupama   | 24h26'47" |
| 2    | Romain Grégoire | Groupama   | a 5'21"   |
| 3    | Max Poole       | DT DSM     | a 15'29"  |
| 4    | Simon Dalby     | Uno-X DT   | a 22'27"  |
| 5    | L. Van Hautegem | Bingoal DT | a 33'55"  |

### Classifica combinata - Maglia multicolore
| Pos. | Corridore           | Squadra   | Punti |
| ---- | ------------------- | --------- | ----- |
| 1    | Leo Hayter          | Hagens    | 410   |
| 2    | Lennert Van Eetvelt | Lotto U23 | 280   |
| 3    | Romain Grégoire     | Groupama  | 245   |
| 4    | Lenny Martinez      | Groupama  | 224   |
| 5    | Reuben Thompson     | Groupama  | 149   |

### Classifica italiani - Maglia rosa nera
| Pos. | Corridore            | Squadra  | Tempo     |
| ---- | -------------------- | -------- | --------- |
| 1    | Davide Piganzoli     | Eolo U23 | 24h31'55" |
| 2    | Simone Raccani       | Zalf     | a 6'18"   |
| 3    | Riccardo Ciuccarelli | Biesse   | a 6'25"   |
| 4    | Sergio Meris         | Colpack  | a 8'49"   |
| 5    | Gabriele Porta       | Casillo  | a 15'39"  |

### Classifica a squadre
| Pos. | Squadra                     | Tempo     |
| ---- | --------------------------- | --------- |
| 1    | Équipe Contin. Groupama-FDJ | 73h27'51" |
| 2    | Eolo-Kometa U23             | a 13'45"  |
| 3    | Development Team DSM        | a 14'40"  |
| 4    | Astana Qazaqstan DT         | a 44'04"  |
| 5    | Hagens Berman Axeon         | a 46'23"  |